# دينيس كانج
دينيس كانج (بالكورية: 강대수؛ مواليد 17 سبتمبر 1977) هو مُقاتل فنون قتالية مختلطة كندي مُعتزل.

## وصلات خارجية
- دينيس كانج على موقع يو إف سي (الإنجليزية)
- دينيس كانج على موقع شيردوغ (الإنجليزية)
- دينيس كانج على موقع IMDb (الإنجليزية)
- دينيس كانج على موقع قاعدة بيانات الفيلم (الإنجليزية)